# 427 Galena
427 Galena (mednarodno ime je 427 Galene) je asteroid v glavnem asteroidnem pasu.

## Odkritje
Asteroid je odkril francoski astronom A. Charlois ( 1864 – 1910) 27. avgusta 1897 v Nici. Imenuje se po Galeni, nereidi iz grške mitologije.

## Lastnosti
Asteroid Galena obkroži Sonce v 5,13 letih. Njegova tirnica ima izsrednost 0,119, nagnjena pa je za 5,123° proti ekliptiki. Njegov premer je 29,98 km .